# Javorak
Javorak je planina u Bosni i Hercegovini.
Nalazi se u istočnoj Bosni, jugoistočno od Srebrenice. Najviši vrh planine je Javorak s 1093 (ili 1098) metara nadmorske visine.